# PAX (Messe)

Logo der PAX 2007

Die PAX (Abkürzung für Penny Arcade Expo) ist eine Reihe von Conventions für Video- und Computerspieler in den USA und Australien. Sie wurde 2004 von Jerry Holkins und Mike Krahulik, den Autoren des Webcomics Penny Arcade, gegründet, weil sie eine Messe besuchen wollten, die ausschließlich Gaming gewidmet ist. Die Messen beinhalten eine Rede von Brancheninsidern, Gaming-inspirierte Konzerte, Podiumsdiskussionen zu Spielethemen, Stände unabhängiger und großer Spieleentwickler und -verlage, eine LAN-Party mit mehreren Spielern, Tabletop-Gaming-Turniere und einen Arena-Bereich für Videospiele.
Die erste Veranstaltung fand 2004 im US-Bundesstaat Washington statt. Die PAX' sind Teil der größten Spielemessen der USA.

## Veranstaltungen

### PAX West (vormals PAX Prime)

Entwicklung der Besucherzahlen PAX Prime und East (2004–2012)

Die ursprünglich einfach nur PAX genannte Veranstaltung war im August 2004 das erste Event der Reihe. Sie fand damals im Meydenbauer Center in Bellevue (Washington) statt und erreichte ca. 3.300 Besucher. In den beiden Folgejahren wuchs diese Zahl rasch auf zunächst 9000 und dann bereits 19.000 Besucher an. Aufgrund der rapide steigenden Größe der Veranstaltung wählte man für 2007 nun das doppelt so große Washington State Convention Center als neue Heimat, wo die Messe bis heute jährlich stattfindet. Die Besucherzahlen stiegen bis 2009 weiter auf über 60.000 an.

### PAX East
Im März 2010 fand erstmals die PAX East im Hynes Convention Center in Boston statt. Der Ableger erreichte mit über 52 000 Besuchern auf Anhieb bereits fast die Größe des Originals in Washington, das seitdem der Unterscheidbarkeit halber den Beinamen Prime trägt. Seit 2011 wechselte die PAX East daraufhin ins größere Boston Convention and Exhibition Center.

### PAX Dev
Erstmals 2011 fand die Sonderveranstaltung PAX Dev an den beiden Tagen vor der PAX Prime statt. Sie ist eine Messe für Spielentwickler.

### PAX Australia
Im Juli 2013 fand mit der PAX Australia zum ersten Mal eine PAX außerhalb der USA statt. Nach dem Start in Melbourne Showgrounds wechselte man bereits im Folgejahr ins Melbourne Convention and Exhibition Centre.

### PAX South
Ende Januar 2015 wurde mit der PAX South ein weiterer Ableger aus der Taufe gehoben. Veranstaltungsort war das Henry B. Gonzalez Convention Center in San Antonio (Texas).

### PAX Online
Durch die COVID-19-Pandemie musste die PAX im Jahr 2020 abgesagt werden und fand rein digital statt. Im Jahr 2021 fand die PAX Online vom 15. bis zum 18. Juni statt.

### PAX Unplugged
Die PAX Unplugged ist eine analog fokussierte Erweiterung der vorhandenen PAX Veranstaltungen. Sie wurde geschaffen, da ein großer Teil der PAX Community am Tabletop Gaming interessiert war. Auf den Events der PAX Unplugged gibt es Präsentationen zum Thema, Events und Panels werden veranstaltet und es wird sich über verschiedenste Themen ausgetauscht.

## Galerie

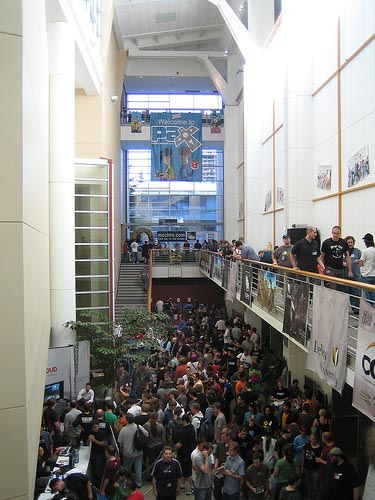
PAX in Bellevue
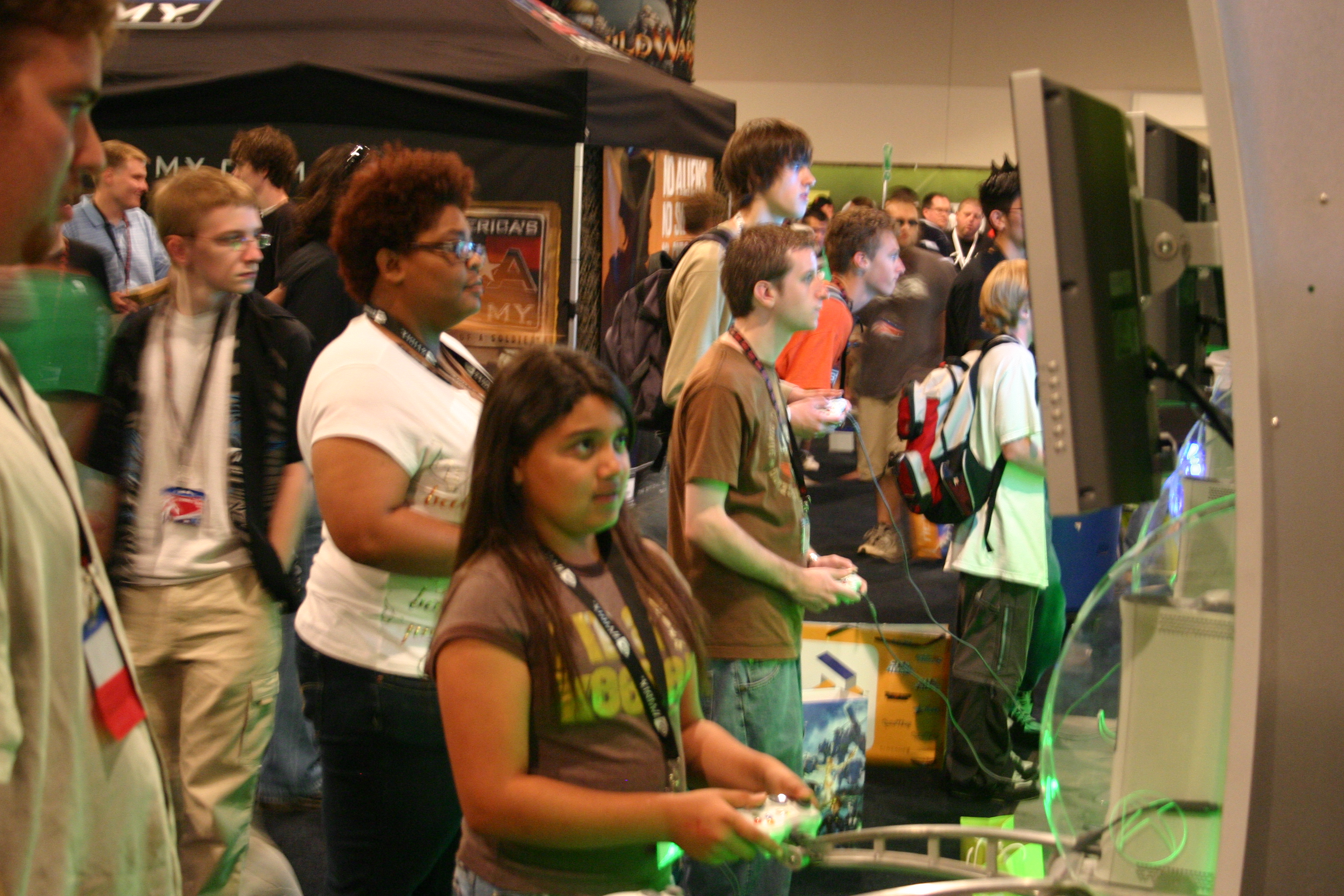
PAX 2006
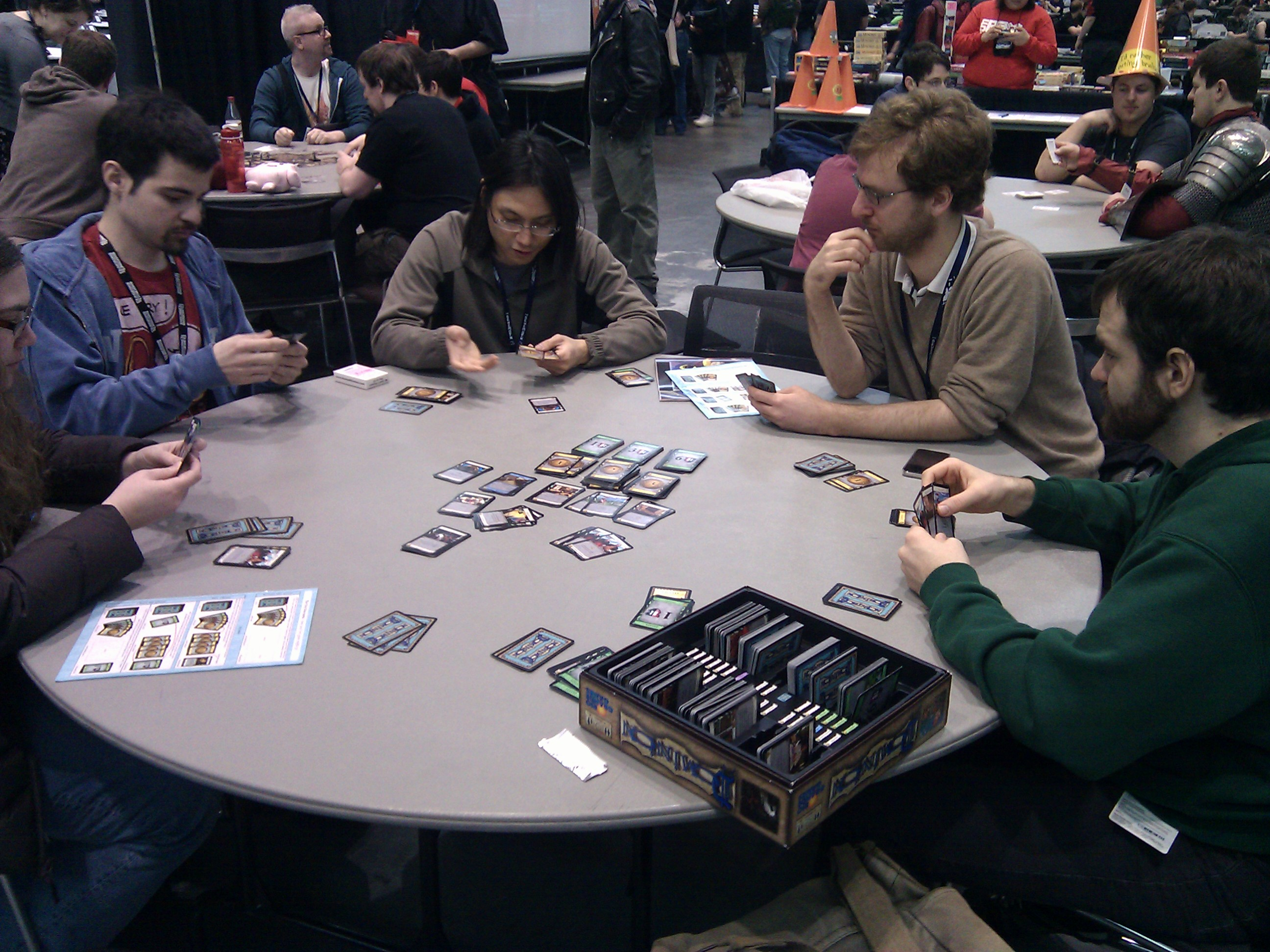
Dominion-Spiel auf der PAX East 2011
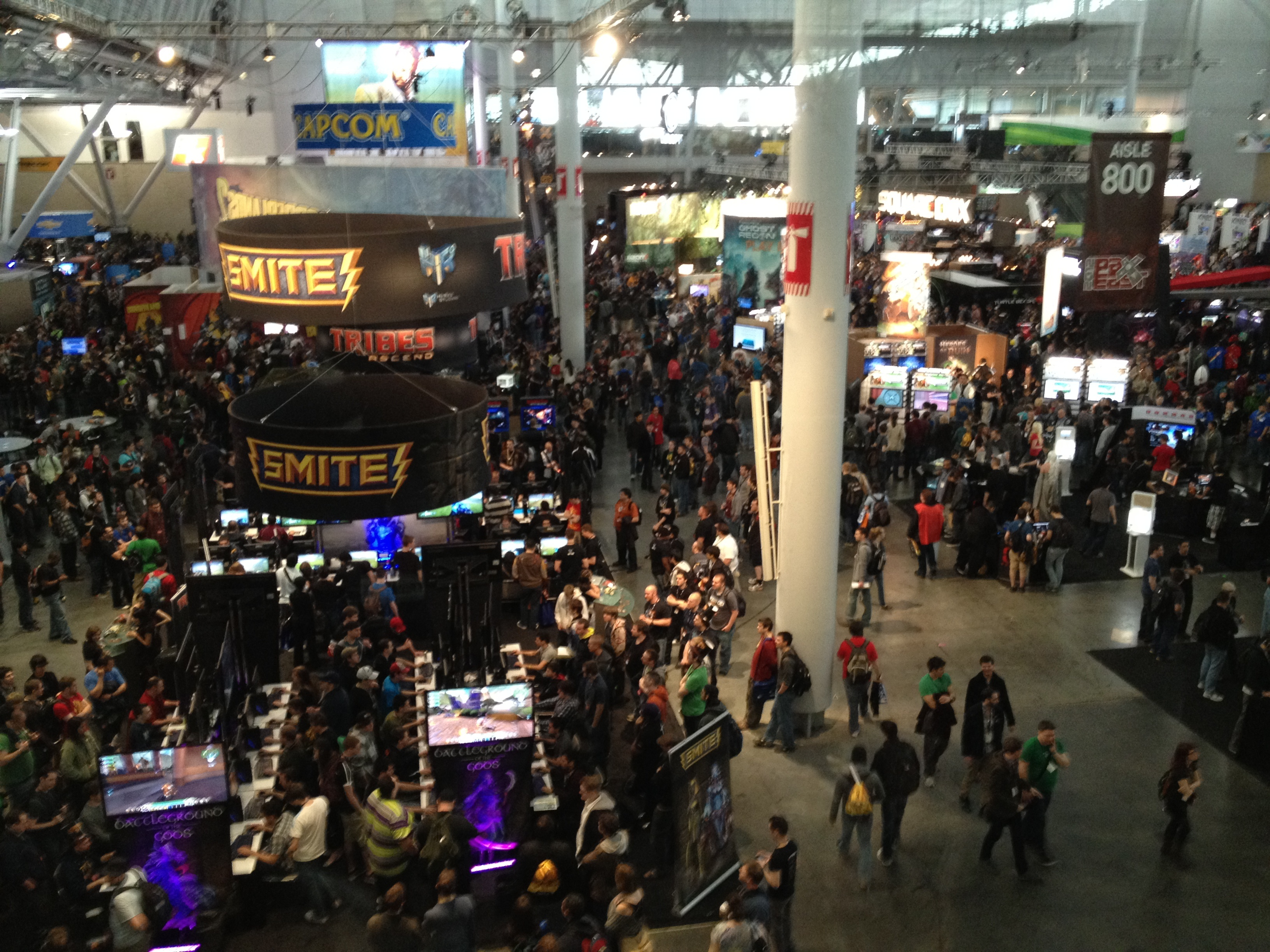
PAX East 2012